# 新R25
新R25（しんアールにじゅうご）は、株式会社サイバーエージェントの連結子会社である株式会社CAMが運営する、若手ビジネスパーソンをターゲットとしたウェブメディアである。

## 概要
『新R25』は、フリーマガジン『R25』が「R25世代」と定義していた25歳～30代前半の「若手ビジネスパーソンのバイブル」を自称している。
仕事、お金、恋愛、ライフスタイル、ヘルスケアなど多岐にわたるジャンルで、「時代の最先端を走るトップランナー」と称する人たちの考え方を取り上げたコンテンツを配信している。ブランドスローガンは「仕事も、人生も、もっと楽しもう。」。
2017年5月1日、R25を運営していたMedia Shakersの全株式を取得する形で、サイバーエージェントが子会社(株式会社 新R25)を設立。『R25』と同社が運営するウェブメディア『Spotlight』をブランド統合し、新ウェブメディア『新R25』を創刊することを発表。
2018年12月1日、同じくサイバーエージェントの子会社であるCA Young Labと組織統合を行い、社名をCyber Nowに変更。
代表取締役社長を須田瞬海、編集長を渡辺将基が務める。
2022年7月1日、サイバーエージェントの子会社である株式会社CAMが吸収合併を行い、『新R25』の運営会社も同社に変更。
同時に代表取締役社長を務める飯塚勇太が取締役となり、須田瞬海が代表取締役社長に就任した。

## 沿革
- 2017年5月1日 - 株式会社新R25設立
- 2017年9月19日 - 『新R25』プレ創刊[5][6]
- 2018年12月1日 - CA Young Labと新R25が組織統合を行い、Cyber Nowに変更
- 2019年5月10日 - 再生回数保証型の動画広告メニュー『新R25ニュース』の提供を開始[7]
- 2020年1月15日 - 公式YouTubeチャンネル『新R25チャンネル』を開設
- 2020年1月16日 -人気連載「マネ凸」の内容をまとめた書籍『マネ凸 お金を増やす最強の思考法』を発売
- 2022年7月1日 - 株式会社CAMの吸収合併に伴い、運営会社を同社に変更
- 2022年9月12日 - 『新R25』創刊5周年を記念した『R25』の復刻版フリーペーパー紙版『新R25』を発刊

## 新R25レギュラーズ
- 堀江貴文
- 西野亮廣
- 倉持由香
- 藤田晋
- 西村博之
- 箕輪厚介
- 田端信太郎
- 三浦崇宏
- けんすう
- 乙武洋匡
- moto

## 主な連載
- マネ凸
- モテ凸
- 自分メディアのつくりかた
- 新R×R（シン・ランキンレビュー）
- 結婚2.0
- フツメンのための “ホントに使える”恋愛マニュアル
- マッチングアプリ新人研修
- 新商品ポリス
- コスパの流儀
- 新R25投信
- インフルエンサーの横顔
- シゴトに効く「カラダハック」